# Шувар (торговий комплекс)
Торгівельний комплекс “Шувар” — великий торгівельний центр, розташований у Сихівському районі Львова за адресою: пр. Чергової Калини, 36. ТК “Шувар” входить до складу групи компаній “Шувар”, в управлінні якої також перебуває найбільший оптовий ринок сільськогосподарської продукції “Шувар”, який розташований також на Сихові. Засновником групи компаній “Шувар” є львівський підприємець та депутат ЛМР Роман Федишин.

## Назва
Шувар, а також лепеха, татарське зілля -- народні назви аїру тростинового, багаторічної рослини, яка росте у заболоченій місцевості чи на узбережжі водойм. Саме у такій місцевості, на березі річки Зубри, у 1991 році було створено оптовий ринок “Шувар”. Львів’яни обидва ринки розрізняють за неофіційними назвами -- сільськогосподарський ринок, який знаходиться в долині річки Зубра називається Нижній Шувар, натомість розташований на узвишші промисловий ринок отримав неофіційну назву Верхній Шувар.

## Спеціалізація ТК “Шувар”
Спеціалізація ТК “Шувар”-- роздрібний продаж промислових товарів, переважно -- дитячий та дорослий одяг і взуття, іграшки, меблі, салони оптики тощо. Також на території ТК “Шувар” розташовано декілька ресторанів та кафе. Загальна площа ТК Шувар складає 20500 м2 і він є одним з найбільших торгівельних центрів Львова. Загалом тут працює близько 1500 людей.

## Історія
1999 року на проспекті Червоної Калини, 36 було відкрито торгово-промисловий ринок “Шувар”, який тоді нараховував 260 торгових місць, однак вже у 2004 році їх кількість зросла до 980.
 
У травні 2017 року власники “Шувару” розпочали  реконструкцію промислового ринку внаслідок чого він перетворився на торгово-розважальний комплекс , який поєднує елементи ринку та сучасного торгівельного центру. Реконструкція завершилась у серпні 2017 року внаслідок чого постала П-подібна споруда де, окрім торгівельного комплексу також розташовано готель.
Після реконструкції на території ТК збереглися продуктові крамниці орендарями яких є фермери.[джерело не вказане 1379 днів]